# Ногейра-де-Рамуїн
Ногейра-де-Рамуїн (гал. Nogueira de Ramuín, ісп. Nogueira de Ramuín) — муніципалітет в Іспанії, у складі автономної спільноти Галісія, у провінції Оренсе. Населення — 2435 осіб (2009).
Муніципалітет розташований на відстані близько 410 км на північний захід від Мадрида, 13 км на північний схід від Оренсе.
Муніципалітет складається з таких паррокій: Армаріс, А-Карбальєйра, Серреда, Фарамонтаос, Лонья-до-Монте, Моура, Ногейра-де-Рамуїн, Сан-Мігель-до-Кампо, Санта-Крус-де-Рубіакос, Санто-Естево-де-Рібас-де-Сіль, Вілар-де-Серреда, Віньйоас.

## Демографія
Динаміка населення (INE ):

## Галерея зображень

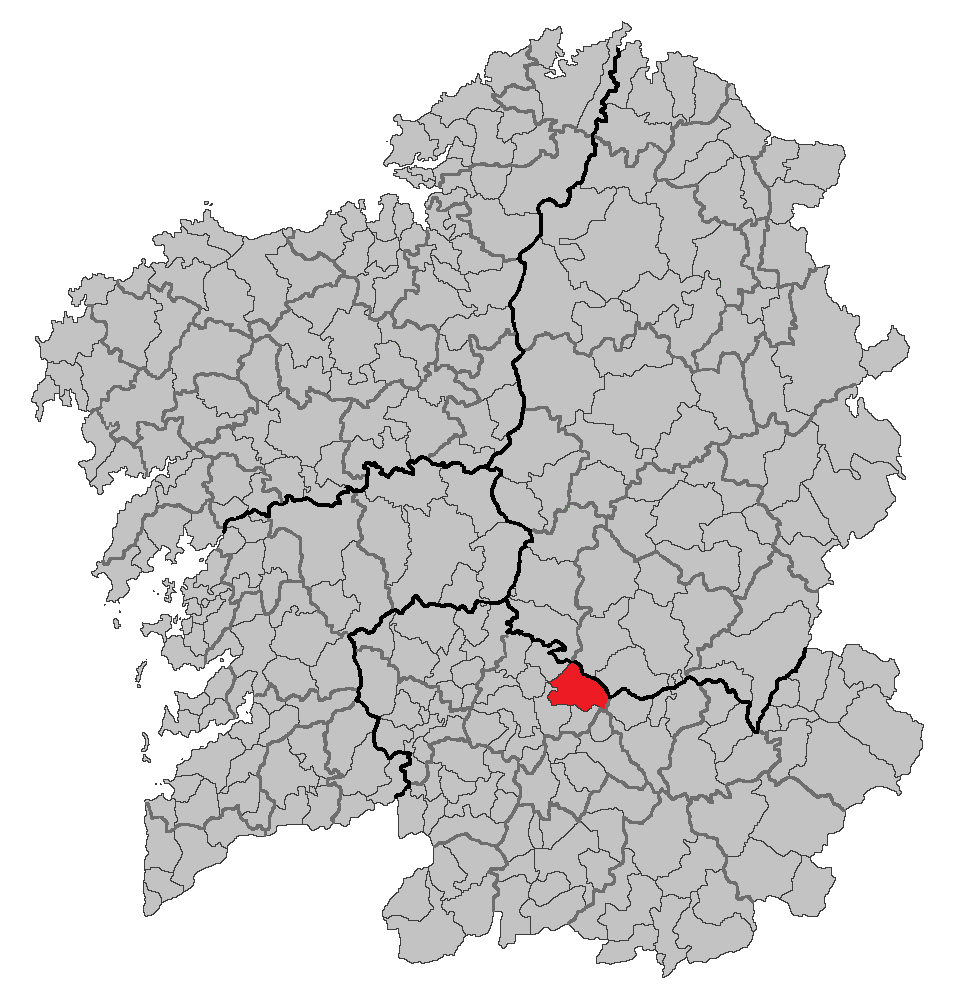
Розташування муніципалітету